# La Presse de Tunisie
La Presse és el diari de major circulació de Tunísia, creat el 12 de març de 1936. Era proper al partit governamental Reagrupament Constitucional Democràtic (RCD) del president Zine El Abidine Ben Ali. És de titularitat pública. S'edita en francès. El seu preu (2007) és de 450 milims (aproximadament 0,30 Euros). Té 53 periodistes en plantilla.